# Panoramio
Panoramio est un site Web de partage de photographies géopositionnées qui n'est plus accessible par ses contributeurs depuis le 4 novembre 2017 ; Google, son propriétaire, conserve néanmoins la base de données pour Maps.

## Présentation
Certaines photos mises en ligne par les utilisateurs sont visibles depuis Google Earth et Google Maps, elles viennent enrichir l'information visuelle du lieu : ce sont en général des photos prises au sol, créant une mise en perspective avec les vues satellite de Google. Les photos sélectionnées pour Earth et Maps sont choisies pour leurs qualités documentaires.

## Acquisition par Google

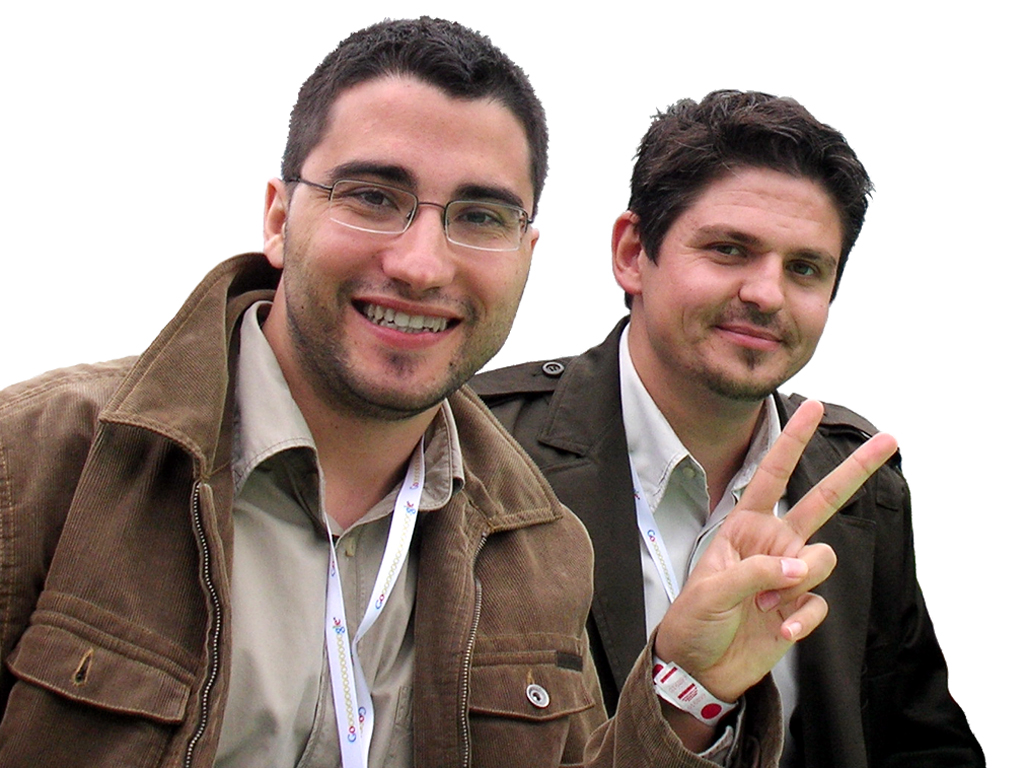
Les cofondateurs espagnols.

Google acquiert Panoramio en juin 2007 pour la complémentarité avec Google Earth puis Google Maps.
Le 14 juin 2014, Google programme le remplacement de Panoramio par Views,, un concept plus proche de Google+. De nombreux utilisateurs de Panoramio sont en désaccord avec cette décision et les fondateurs originels lancent une pétition pour le maintien de « leur » site qui atteint plus de 10 000 signataires le 16 octobre 2014.

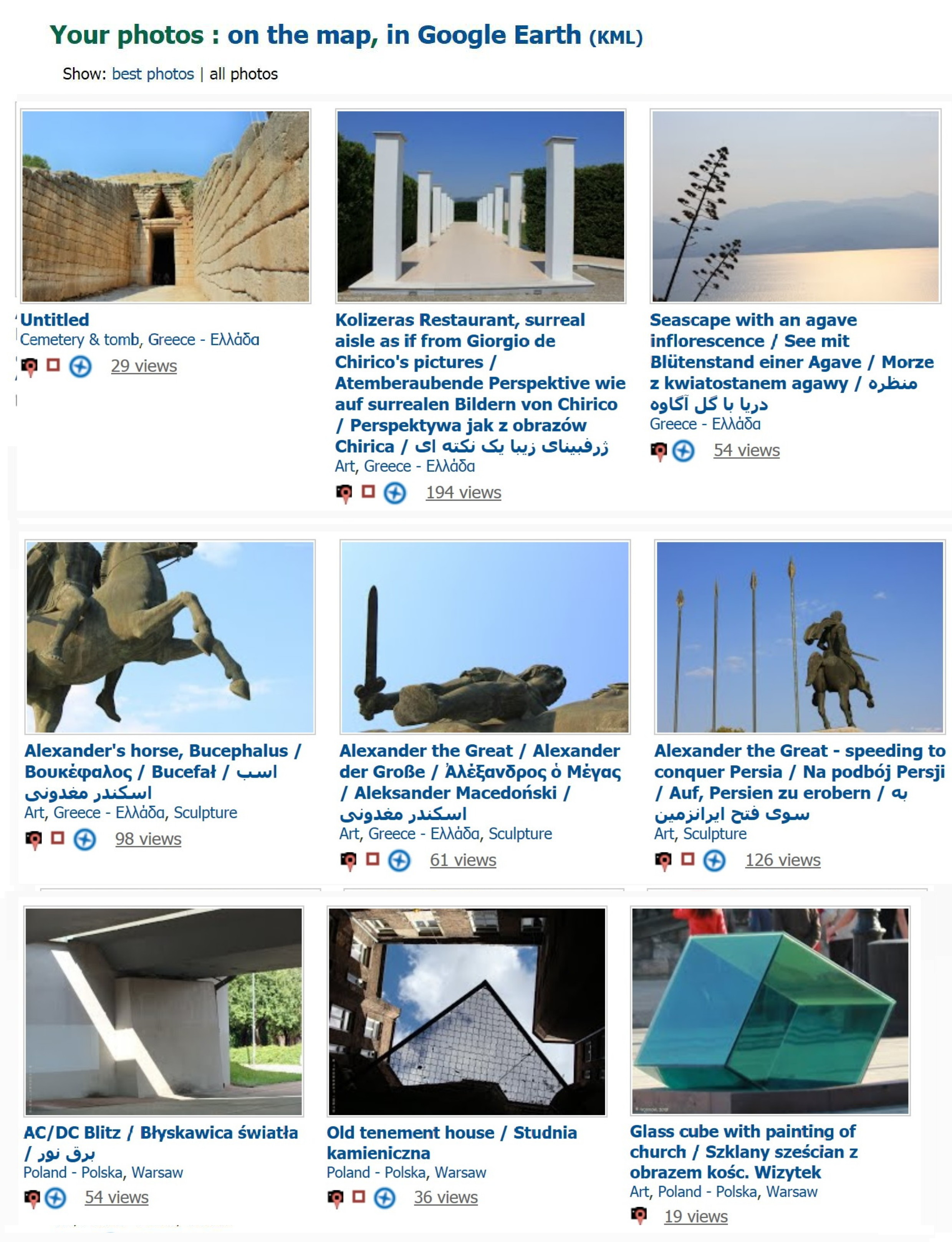
Exemple de page Panoramio (de l'utilisateur 656563) illustrant certaines des options de ce site Web.

La fermeture du site Panoramio est prévue en novembre 2017 et, à compter du 4 novembre 2016, il n'est plus possible d'y ajouter des photos, de liker ou commenter[réf. souhaitée]. Il demeure cependant accessible à tous, et les possesseurs de compte peuvent sauvegarder leurs photos automatiquement à condition d'avoir un compte Google+, en lien avec leur profil Panoramio. Les photos sont automatiquement transférées vers Google Album Archive et il est alors impossible de les supprimer[réf. souhaitée]. Les utilisateurs sans compte pourront sauvegarder en créant une archive Zip locale sur leur PC.